# Lalla Mezghitane
Lalla Mezghitane ou Jida Mezghitane (en amazigh : Lalla Mezɣitan) est la sainte patronne et la protectrice de la ville de Jijel, en Algérie.  
Cette femme est considérée comme pieuse dans l'islam et possédant des qualités exceptionnelle par son entourage. Elle vécut au XVIe siècle et resta depuis lors dans le souvenir des jijeliens, qui voient en elle la figure d'une bonne mère pieuse et protectrice (Yemma signifie "mère") en berbère .
(Selon la tradition, ses deux sœurs étaient Yemma Gouraya, sainte patronne de Béjaia, Yemma Kouda saint patronne de Makouda, et Yemma Timezrit, sainte patronne de Timezrit)[réf. nécessaire].
Le nom de Jida Mezghitane fut donné aussi à la montagne qui domine la ville de Jijel sur son côté ouest, nommée ainsi en l'honneur de la sainte patronne de la ville et parce qu'elle y est enterrée.